# Igeltjärnen (Mo socken, Hälsingland, 679825-154822)
Igeltjärnen är en sjö i Söderhamns kommun i Hälsingland och ingår i Ljusnans huvudavrinningsområde.